# Lothar Weirauch
Lothar Weirauch, auch Weyrauch (* 25. November 1908 in Laurahütte, Landkreis Kattowitz; † 8. Januar 1983 in Bonn) war ein deutscher Jurist und Politiker. Während des Zweiten Weltkrieges war er im polnischen Generalgouvernement verantwortlich für Judendeportationen. Als Agent des Ministeriums für Staatssicherheit (MfS) der DDR in der Bundesrepublik wurde er zum Bundesgeschäftsführer der FDP und zu einem Ministerialbeamten.

## Leben
Weirauch war Sohn eines Volksschullehrers. Er besuchte die Realschule in Löbau und die Oberrealschule in Görlitz, wo er das Abitur ablegte. Ab dem Sommersemester 1927 studierte er an der Universität Breslau Rechts- und Staatswissenschaften mit den Nebenfächern Volkswirtschaft und Geschichte einschließlich des Bereichs Osteuropakunde. Das Studium beendete er 1937 mit dem Assessorexamen.
Von 1924 bis 1926 gehörte Weirauch dem Jungdeutschen Orden und danach bis 1929 dem Bund Wiking an. Weirauch trat Anfang Mai 1930 der SA bei und wurde 1930 im NS-Studentenbund stellvertretender Kampfgruppenleiter. Er wurde 1933 bei den Jungjuristen Kreisgruppenleiter und leitete ab 1934 die Gauhauptabteilung Berufsbetreuung im NS-Rechtswahrerbund. 1932 trat er der NSDAP (Mitgliedsnummer 1.198.294) bei. Ab 1937 war er bei der Landesversicherungsanstalt der Schlesischen Provinzialverwaltung in Breslau beschäftigt. Ab 1939 war er dabei auch mit der Deportation von Geisteskranken befasst. Zwischen 1940 und 1945 war er abgeordnet zur Regierung des Generalgouvernements in Krakau und wurde 1941 Leiter der Abteilung „Bevölkerungswesen und Fürsorge“ als Nachfolger von Fritz Arlt und war dies unter dem Staatssekretär Josef Bühler bis 1945. In dieser Funktion organisierte er alle Umsiedlungen, Aussiedlungen und Vertreibungen, insbesondere die Ghettoisierung der jüdischen Bevölkerung und deren Deportation in Vernichtungslager. Als Vertreter der Regierung des Generalgouvernements nahm er am 27. Oktober 1942 an der dritten Folgekonferenz der Wannseekonferenz im Eichmannreferat teil.

## Nachkriegskarriere
Von März 1945 bis Mai 1948 wohnte Weirauch mit seiner Familie im Landkreis Coburg. Im Jahr 1948 nahm er aus nicht feststellbaren Gründen Kontakt zum Parteivorstand der KPD auf und war fortan auch für das MfS tätig. Bei der FDP Nordrhein-Westfalen wurde er Landesgeschäftsführer. Dort traf er auch auf Ernst Achenbach, der als ehemaliger Pariser Botschaftsangehöriger und Mitwisser der Deportationen französischer Juden nun eine große Aktivität entfachte, um NS-Täter vor der juristischen Verfolgung zu schützen. In NRW wurde auch der Naumann-Kreis aktiv, in den Weirauch aber nicht direkt verwickelt war. Weirauch war von 1950 bis 1954 Bundesgeschäftsführer der FDP. Als sich die Parteiführung 1954 von ihm trennte, konnte Weirauch als 131er eine Karriere in der Bonner Ministerialbürokratie machen. Von Anfang Januar 1956 bis 1964 war er im BMVg, dort zuletzt Leiter der Unterabteilung „Unterbringung und Liegenschaftswesen“. Im August 1964 übernahm er auf Wunsch Erich Mendes im Ministerium für Gesamtdeutsche Fragen die Abteilung Z mit der Zuständigkeit für Verwaltung, Öffentlichkeitsarbeit, Zonenrand- und Grenzgebiete. Diese Funktion behielt er auch unter den SPD-Ministern Herbert Wehner und Egon Franke bis zu seiner Pensionierung Ende 1973.

## Prozesse und Ermittlungen
Im Jahr 1962 ermittelte die Staatsanwaltschaft Dortmund gegen Weirauch wegen der Deportationen im Distrikt Lublin. Weirauch und die anderen Beschuldigten gestanden ihre Beteiligung an den beschönigend „Aussiedlungen“ genannten Deportationen ein. Aber da die Staatsanwaltschaft nicht beweisen konnte, dass sie über das weitere Schicksal der Deportierten gewusst hätten, wurde das Verfahren 1964 eingestellt. Als damit öffentlich wurde, dass Weirauch an der Judenvernichtung beteiligt gewesen war, brach die Stasi die Kooperation mit dem Spion ab. Angeblich hat HVA-Chef Markus Wolf um das Jahr 1967 die Zusammenarbeit mit Weirauch eingestellt.
Weirauch verklagte 1973 ohne Erfolg die Vereinigung der Verfolgten des Naziregimes – Bund der Antifaschistinnen und Antifaschisten (VVN), weil diese in einem Buch auf seine Vergangenheit im Generalgouvernement hingewiesen hatte.

## Werke
- Die Volksgruppen im Generalgouvernement. In: Europäische Revue. 18, 1942, S. 255.